# Paul Beulque
Paul Beulque, né le 29 avril 1877 à Tourcoing et mort dans cette même ville le 1er novembre 1943, est un joueur puis entraîneur de water-polo français.

## Biographie
Né dans un milieu ouvrier, Paul Beulque obtient son certificat d'études. Il fait son service militaire aux pompiers de Paris qui le recrutent pour ses capacités de gymnaste. Après son service, il entre en 1901 aux pompiers de Tourcoing.
Il entre alors à l'École normale de Douai pour obtenir son diplôme d'enseignant de gymnastique. Il devient ensuite moniteur de gymnastique pour les écoles primaires de sa ville natale. Il crée avec le soutien du maire Gustave Dron, hygiéniste convaincu, le club des Enfants de Neptune de Tourcoing. Il en est le président de 1937 à 1943.
Innovateur dans sa façon d'entraîner, il fait des ENT le meilleur club de sports aquatiques de France.
En tant que joueur, il participe aux Jeux olympiques de 1912 avec l'équipe de France qui se classe cinquième.
En 193, Émile-Georges Drigny lui demande de prendre la direction des équipes de France de natation et de water-polo pour les Jeux olympiques d'été de 1924. La France est sacrée championne olympique en water-polo. Toujours entraînée par Beulque, la France est 3e des Jeux d'Amsterdam (1928) et 4e aux Jeux de Berlin (1936).
En 1951, le stade nautique de Tourcoing est rebaptisé stade nautique Paul-Beulque jusqu'à sa fermeture en mai 2008 pour laisser place à une nouvelle piscine.

## Décorations
- Chevalier de la Légion d'honneur (1927)